# Ashmore- és Cartier-szigetek
Az Ashmore- és Cartier-szigetek Ausztrália egyik külső tartománya. Az Indiai-óceán ezen két kicsi, alacsony fekvésű, lakatlan, trópusi szigetcsoportja Ausztrália partjaitól kb. 320 km-re északnyugatra, az indonéziai Rote szigetétől pedig 144 km-re délre helyezkedik el a kontinentális talapzat peremén. 1938-ban kerültek ausztrál szövetségi fennhatóság alá. Az Ashmore-zátony 1983 óta természetvédelmi terület.

## Földrajz
Teljes területük 199,45 km², beleértve a lagúnákat is. A szárazföld területe 11,44 ha (114 400 m²). Bár partszakaszuk teljes hossza 74,1 kilométer, nincs kiépített kikötőjük.
Részei:
- Ashmore-zátony
- Nyugati sziget (5,12 ha terület)
- Középső sziget (2,12 ha terület
- Keleti sziget (2,5 ha terület)
- Cartier-zátony
- Cartier-sziget (1,7 ha terület)